# Superligaen 1991
La Superligaen 1991 è stata la 78ª edizione della massima serie del campionato di calcio danese conclusa con la vittoria del Brøndby, al suo quinto titolo.
Il capocannoniere del torneo è stato Bent Christensen Arensøe del Brøndby con 11 reti.

## Classifica finale
|    | Classifica   | G  | V  | N  | P  | GF | GS | DR  | Pti |
| -- | ------------ | -- | -- | -- | -- | -- | -- | --- | --- |
| 1  | Brøndby      | 18 | 10 | 6  | 2  | 26 | 15 | +11 | 26  |
| 2  | Lyngby BK    | 18 | 10 | 4  | 4  | 35 | 18 | +17 | 24  |
| 3  | Aarhus GF    | 18 | 6  | 8  | 4  | 29 | 26 | +3  | 20  |
| 4  | BK Frem      | 18 | 6  | 7  | 5  | 25 | 24 | +1  | 19  |
| 5  | Odense BK    | 18 | 3  | 11 | 4  | 21 | 20 | +1  | 17  |
| 6  | Aalborg BK   | 18 | 6  | 5  | 7  | 29 | 33 | -4  | 17  |
| 7  | B 1903       | 18 | 6  | 4  | 8  | 19 | 18 | +1  | 16  |
| 8  | Vejle BK     | 18 | 5  | 6  | 7  | 20 | 22 | -2  | 16  |
| 9  | Silkeborg IF | 18 | 4  | 7  | 7  | 23 | 33 | -10 | 15  |
| 10 | Ikast FS     | 18 | 3  | 4  | 11 | 9  | 27 | -18 | 10  |

## Verdetti
- Brøndby Campione di Danimarca 1991.
- Ikast fS retrocesso.
- Silkeborg salvo dopo lo spareggio con il B 1909.